# Eleonora-Noga Alberti
Eleonora Angélica Alberti (Buenos Aires, ...) è un soprano e musicologa argentina.
Formatasi alla Pontificia Universidad Católica Argentina Santa María de los Buenos Aires, in seguito ha studiato a Parigi con la soprano Myrtha Garbarini e con Janine Reiss.

## Discografia
- 1979 – Cantares de Sefarad
- 1980 – Chants traditionnels sefardis
- 1989 – Les Chants de Marianne
- 1989 – Jerusalén/Chicago
- 1993 – Cantares de Sefarad - Vol. 2
- 1993 – Cantares de Sefarad I
- 1993 – Cantares de Sefarad vol. II
- 1995 – Madrigales americanos
- 1996 – Luces y Sombras
- 1997 – Un pueblo y sus canciones
- 2003 – Lieder
- 2006 – Con el duende de Federico García Lorca

## Pubblicazioni
- Judeoespañol: Lenguaje y Canto. Bibliografía y documentos sefardíes, Acervo Cultural Editores, Buenos Aires, 2011. ISBN 9879333330